# Parlamento Rabadilla
El Parlamento Rabadilla (en inglés: Rump Parliament) describe a los miembros del Parlamento Largo que permanecieron en sesión después de que el coronel Thomas Pride, el 6 de diciembre de 1648, ordenó a sus soldados que purgaran la Cámara de los Comunes de aquellos miembros que estaban en contra de la intención de los grandes de juzgar al rey Carlos I por alta traición.

## Etimología
"Rump" normalmente significa el extremo trasero o la parte trasera de un mamífero; su uso con significado de "remanente" (el Parlamento con miembros reducidos) se registró por primera vez en el contexto mencionado anteriormente en inglés en 1649.

## Historia

### Tratado de Newport y purga de Pride
En septiembre de 1648, al final de la segunda guerra civil inglesa, el Parlamento Largo se preocupó por el creciente radicalismo en el Nuevo Ejército Modelo. El Parlamento Largo inició negociaciones con el rey Carlos I. Sus miembros querían restaurar al rey en el poder, pero querían limitar su autoridad. Carlos I concedió el poder de la milicia, entre otras cosas, pero posteriormente admitió que solo fue para poder escapar. En noviembre, las negociaciones comenzaron a fracasar y el Nuevo Ejército Modelo tomó el poder. Carlos I fue puesto bajo custodia del ejército a la espera de juicio por traición.
Entre el 6 y el 12 de diciembre, Pride, con el apoyo de dos regimientos, impidió la entrada a la Cámara a 231 conocidos partidarios del tratado, encarcelando a 45 durante unos días. Los miembros libres restantes se convirtieron entonces en el Parlamento Remanente.
El Nuevo Ejército Modelo quería impedir que el Parlamento aprobara el Tratado de Newport para restituir al rey Carlos I. Si bien los sectores presbiterianos y moderados del Parlamento se inclinaban a continuar las negociaciones, el Ejército se impacientaba con Carlos. Thomas Fairfax, mediante una orden al comisario general Ireton, organizó un golpe militar en 1648. Ireton pretendía disolver el Parlamento Largo, pero fue persuadido para que lo purgara. Entonces ordenó al coronel Thomas Pride que impidiera la firma del Tratado de Newport.
Entre el 6 y el 12 de diciembre, Pride, con el apoyo de dos regimientos, impidió la entrada en la Cámara de los Comunes a 231 partidarios conocidos del tratado, encarcelando a 45 durante unos días. Los miembros libres restantes se convirtieron entonces en el Parlamento Restante.

### Ejecución de Carlos I y abolición de la monarquía
Cuando los líderes del Nuevo Ejército Modelo se dieron cuenta de que el Parlamento —entonces controlado por la facción presbiteriana— estaba dispuesto a llegar a un acuerdo con el rey que lo restituiría en el trono (aunque sin poder efectivo) y anularía el poder del Ejército, resolvieron desmantelar el poder tanto del Rey como del Parlamento. La purga de Pride sometió al Parlamento bajo el control directo del Ejército; la Cámara de los Comunes restante (la Cámara de los Comunes), el 13 de diciembre de 1648, rompió las negociaciones con el Rey. Dos días después, el Consejo de Oficiales del Nuevo Ejército Modelo votó por el traslado del Rey de la Isla de Wight, donde se encontraba prisionero, a Windsor, «para llevarlo rápidamente ante la justicia». El Rey fue trasladado de Windsor a Londres a mediados de diciembre.
El 4 de enero de 1649, la Cámara de los Comunes aprobó una ordenanza para establecer un Tribunal Superior de Justicia, encargado de juzgar a Carlos I por alta traición en nombre del pueblo de Inglaterra. La Cámara de los Lores la rechazó, y al no recibir la sanción real, Carlos preguntó al comienzo de su juicio, el 20 de enero en Westminster Hall: «Quisiera saber con qué poder he sido llamado. Quisiera saber con qué autoridad, me refiero a la autoridad legal», sabiendo que no existía una respuesta legal según las disposiciones constitucionales de la época. Fue condenado y cincuenta y nueve comisionados (jueces) firmaron la sentencia de muerte.
La ejecución de Carlos I fue postergada hasta el 30 de enero, para que la Cámara de los Comunes pudiera aprobar la ley de emergencia que estableciera que era un delito proclamar un rey nuevo, y para declarar que los representantes del pueblo, la Cámara de los Comunes, era la fuente de todo poder justa. El 6 de febrero se abolió la Cámara de los Lores; el 7 de febrero se abolió la monarquía, y el 14 de febrero se estableció el Consejo de Estado. Finalmente el 19 de mayo se aprobó un acta declarando a Inglaterra una mancomunidad.

### Cambios políticos
Durante la Mancomunidad de Inglaterra (1649-1653), el Parlamento Rabadilla aprobó diversas leyes en materia de religión, derecho y finanzas, así como en política comercial y colonial. La mayoría de sus miembros buscaban promover la piedad, pero también restringir las sectas puritanas más extremistas, como los cuáqueros y los ranters. La Ley de Adulterio de mayo de 1650 impuso la pena de muerte por incesto y adulterio, y tres meses de prisión por fornicación; la Ley de Blasfemia de agosto de 1650 tenía como objetivo frenar el entusiasmo religioso extremo. Para impedir que los evangélicos extremistas predicaran, formaron un «Comité para la Propagación del Evangelio», que emitía licencias para predicar. Para permitir la libertad de culto de los puritanos, derogaron el requisito isabelino de la asistencia obligatoria a una iglesia anglicana. Dado que los abogados estaban sobrerrepresentados en el Parlamento Rabadilla, este no respondió a las peticiones populares de los niveladores para cambiar el costoso sistema legal.
El Rump obtuvo ingresos mediante la venta de tierras de la Corona y propiedades de la Iglesia, ambas populares. Los ingresos obtenidos mediante impuestos especiales y un impuesto de tasación sobre la tierra fueron impopulares, ya que afectaban a todos los propietarios. Las ganancias de las propiedades realistas confiscadas eran una valiosa fuente de ingresos, pero un arma de doble filo. Congraciaron al Parlamento con personas como John Downes, que estaban amasando una fortuna con el negocio, pero no hicieron nada para sanar las heridas de la guerra civil.
Tres leyes del Parlamento, promulgadas en 1650 y 1651, son notables en el desarrollo histórico de los programas comerciales y coloniales de Inglaterra. Entre ellas, se encuentra la primera comisión de comercio, establecida por ley del Parlamento el 1 de agosto de 1650. Las instrucciones a los comisionados designados incluían la consideración del comercio interior y exterior, las compañías comerciales, las manufacturas, los puertos francos, las aduanas, los impuestos especiales, las estadísticas, la acuñación de monedas y el intercambio, y la pesca, así como las plantaciones y la mejor manera de promover su bienestar y hacerlas útiles a Inglaterra. Las instrucciones, con un enfoque político y exhaustivo, de esta ley, junto con una ley de octubre que prohibía el comercio con colonias promonárquicas y la primera Ley de Navegación de octubre de 1651, constituyeron la primera expresión definitiva de la política comercial de Inglaterra. Representan el primer intento de establecer un control legítimo de los asuntos comerciales y coloniales, y señalan el inicio de una política que priorizaba exclusivamente la prosperidad y la riqueza de Inglaterra.

### Oliver Cromwell
En 1653, tras enterarse de que el Parlamento intentaba permanecer en sesión a pesar del acuerdo de disolución, y al no haber logrado elaborar una constitución funcional, a Oliver Cromwell se le agotó la paciencia. El 20 de abril, asistió a una sesión del Parlamento y escuchó uno o dos discursos. Luego se levantó y arengó a los miembros del Parlamento Rabadilla. Este discurso no se conserva, pero ha sido parafraseado con frecuencia, por ejemplo, en el Libro de los Días: «Han permanecido sentados demasiado tiempo para cualquier bien que hayan estado haciendo últimamente... ¡Váyanse, les digo; y terminemos con ustedes! ¡En nombre de Dios, váyanse!». Luego declaró: «Ustedes no son el Parlamento» y convocó a una tropa de soldados, bajo el mando del mayor general Thomas Harrison, ordenándoles que desalojaran la cámara. Según Charles Dickens en Historia infantil de Inglaterra y Hilaire Belloc, luego se dirigió a la maza del presidente, símbolo del poder parlamentario, la declaró una "baratija de tontos" y ordenó a las tropas: «¡Aquí, llévensela!». Los motivos de Cromwell son inciertos, pero podrían residir en su desaprobación del plan de sir Henry Vane para una redistribución de distritos electorales que conservaba a los miembros del Parlamento en ejercicio y continuaba cubriendo las vacantes mediante elecciones de reclutamiento.
Thomas Salmon relata un registro más detallado del evento en su Chronological Historian (Londres, 1723, 106):

Cromwell ordenó al presidente que abandonara la banca y les dijo que ya habían estado sentados demasiado tiempo, a menos que hubieran hecho algo más, gritando: «Ya no son un Parlamento, les digo que no son un Parlamento». Le dijo a sir Henry Vane que era un juglar. Les dijo a Sir Henry Vane que era un juglar; a Henry Martin y a sir Peter Wentworth que eran prostitutos; a Thomas Chaloner que era un borracho; y Allen el orfebre que había engañado al público: entonces ordenó a uno de sus soldados que quitara la baratija del tonto, la maza, y Thomas Harrison sacó al orador de la silla; y en resumen, Cromwell los expulsó a todos de la Cámara, cerró las puertas y regresó a Whitehall.

Salmon no menciona cuales son sus fuentes de información pero la versión es suficientemente detallada para sugerir que tuvo acceso a descripciones del evento que con seguridad circulaban en esa época, y que probablemente derivaban de descripciones de testigos oculares de los eventos. Por lo tanto es probable que sea preciso en sus aspectos generales, aunque tal vez no lo sea en los detalles.
Un mes después de la destitución del Parlamento Rabadilla, Oliver Cromwell, por consejo de Harrison y con el apoyo de otros oficiales del Ejército, envió una solicitud a las iglesias congregacionalistas de cada condado para que nominaran a quienes consideraran idóneos para formar parte del nuevo gobierno. El 4 de julio, una Asamblea Nominada, apodada la "Asamblea de los Santos" o el Parlamento de Barebone (nombre de uno de sus miembros), asumió el papel de los parlamentos ingleses más tradicionales.

### Disolución
Richard Cromwell, el tercer hijo (y el mayor hijo con vida) de Oliver Cromwell, fue designado lord protector luego de la muerte de su padre. En 1659 convocó al Tercer Parlamento del Protectorado. Sin embargo, aunque apoyado por el Ejército, no logró formar un gobierno estable y al cabo de siete meses el Ejército lo removió de su cargo y el 6 de mayo de 1659, y reinstaló el Parlamento Rabadilla. El Parlamento emitió una declaración estableciendo una "Mancomunidad sin un rey, persona única, o Cámara de los Lores". Sin embargo luego de unos pocos meses las divisiones en la mancomunidad se dirimieron mediante la fuerza de las armas. El 12 de octubre el Parlamento votó que se declarase nula la responsabilidad de los siete comisionados que representaban al Ejército y designó a Charles Fleetwood comandante en jefe dependiendo del presidente de la Cámara. Al día siguiente el 13 de octubre de 1659 el Ejército en Londres al comando de John Lambert asistido por Charles Fleetwood excluyó a los miembros del Parlamento Rabadilla del Parlamento al cerrar con llave las puertas hacia el Palacio de Westminster y apostar guardias armados en sus puertas. Lambert y Fleetwood crearon un Comité de Seguridad compuesto por 23 miembros para gobernar el país en vez del Parlamento Rabadilla con el general Fleetwood y dependiendo directamente de él, comandante del Ejército en Inglaterra y Escocia.